# Francis Denis Podger
Francis Denis Podger (* 10. August 1933 in Bunbury, Western Australia; † 29. Juni 2009 in Western Australia) war ein australischer Botaniker. Sein botanisches Autorenkürzel lautet „Podger“.

## Leben und Wirken
Francis Denis Podger wurde als ältestes von vier Kindern von „Stephen Denis Podger“ und seiner Frau „Elizabeth“, geb. „Mavis“, in Bunbury geboren. Seine jüngeren Geschwister hießen Keith, Clare und Neil. Er erlernte den Beruf des Försters. Später studierte er an der University of Western Australia und an der University of Melbourne sowie an der Australian Forestry School.
1959 trat er als Wissenschaftler beim „Forest Research Institute“, Teil des „Forestry and Timber Bureau“ in Western Australia, ein und leitete die Untersuchungsstation in Dwellingup. Später zog er nach Kelmscott, einen Stadtteil von Perth, um. Er spezialisierte sich auf Krankheiten des Waldes und gehörte zu der Gruppe von Wissenschaftlern, die 1964 den Wurzelpilz Phytophora cinnamomi als Ursache für das Kronensterben in den Wäldern Western Australias identifizierten.
1967 trat er ein Postgraduiertenstudium an der University of Auckland an und schloss es in 1978 mit dem Doktorgrad ab. 1968 erstellte er zusammen mit George McCartney Chippendale die Erstbeschreibung von Eucalyptus laeliae.
Francis Denis Podger war mit „Antoinette Mary Steward“ verheiratet. Er starb am 29. Juni 2009 im Alter von 76 Jahren.

## Veröffentlichungen (Auswahl)
- On the Jarrah (Eucalyptus marginata) dieback in Western Australia – its cause and control. Zusammen mit Erik Bjorkman, A. R. Angus und F. E. Batini, 1966
- Aetiology of jarrah dieback: a disease of dry sclerophyll Eucalyptus marginata Sm. forests in Western Australia, 1968

## Ehrungen
1971 erhielt Podger den „Scientific Achievement Award“ der International Union of Forest Research Organisations (I.U.F.R.O.).